# Edouard François Georges
Edouard François Georges (Amsterdam, 14 maart 1817 – Utrecht, 25 september 1895) was een Nederlandse beeldhouwer en fotograaf.

## Leven en werk
Georges was een zoon van Edouard Leon Georges en Petronella Cornelia Casdorp. Hij trouwde met Barbara Elisabeth Reitz (1814-1884). Hij studeerde onder Louis Royer aan de Koninklijke Akademie van Beeldende Kunsten in zijn geboorteplaats. Hij vestigde zich rond 1842 als beeldhouwer in Utrecht. In 1844 werd hij met onder anderen zijn plaatsgenoot Johan Philip Menger benoemd tot lid van de Academie.
Georges kreeg in 1850 de leiding over de werkplaats van François Stoltzenberg in Roermond. Hij hield daarnaast zijn bedrijf in Utrecht aan. In 1852 richtten Georges, Frans Stoltzenberg en Pierre Cuypers een atelier voor christelijke beeldhouwkunst op in Roermond, onder de naam Atelier Georges/Cuypers/Stoltzenberg. In 1854 verliet Georges het bedrijf en richtte zich weer op zijn eigen atelier in Utrecht. Vanaf medio 1860 was hij ook werkzaam als fotograaf.

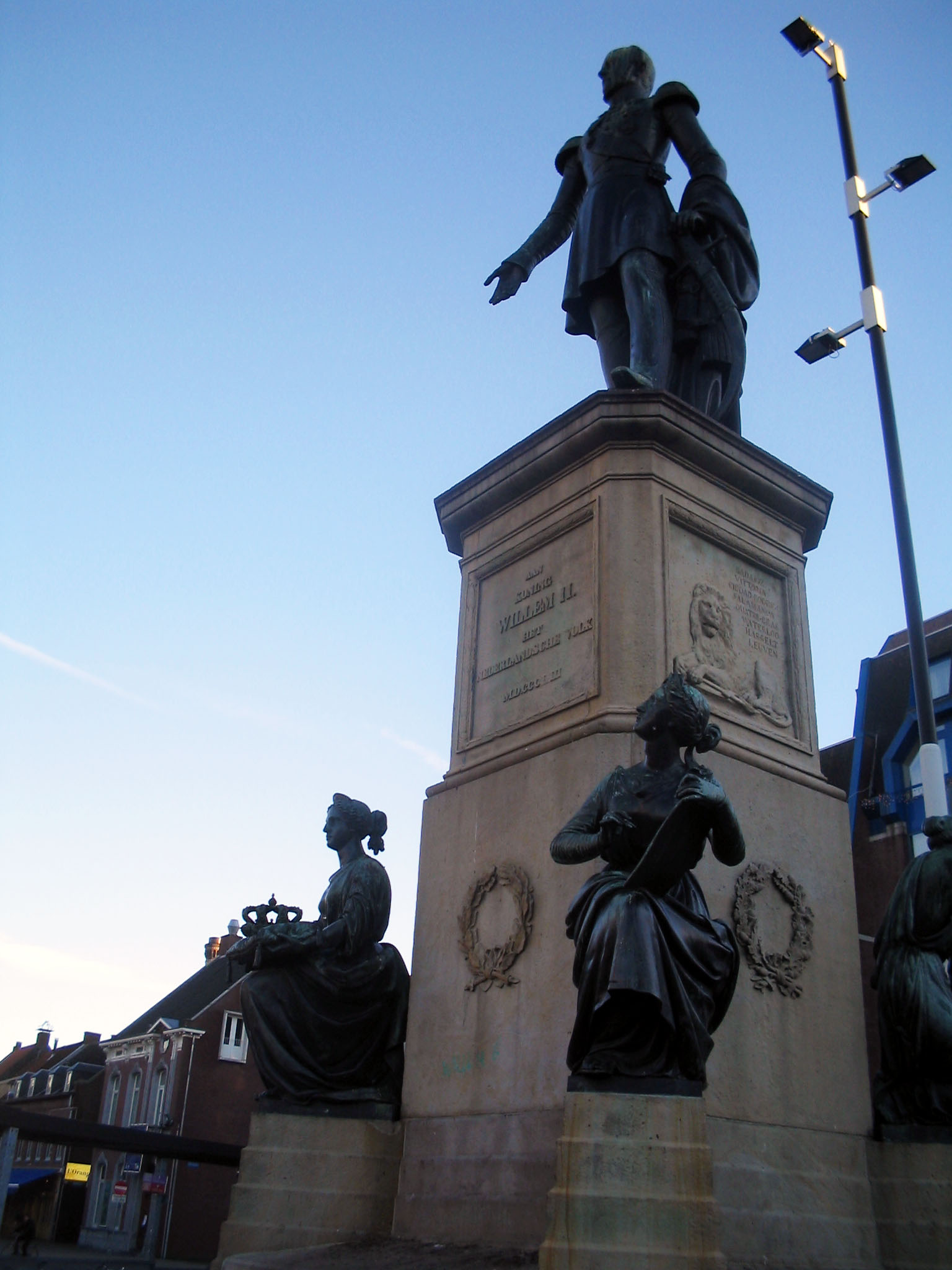
Standbeeld op de Heuvel

Georges maakte onder andere in 1852 een standbeeld van koning Willem II, dat werd geplaatst op het Buitenhof in Den Haag. Rond 1920 werd op die plek een ruiterstandbeeld geplaatst en Georges' beeld werd verkocht aan Tilburg, waar het in 1924 door koningin Wilhelmina op de Heuvel werd onthuld. Het beeld werd in 2002 in het Monumentenregister ingeschreven als rijksmonument.
Rond 1859-1861 ontwierp Georges diverse grafmonumenten in de provincie Utrecht, waaronder het graftombe van de familie Van Rijckevorsel in Rijsenburg. Eind jaren vijftig restaureerde hij de graftombe van de heren van IJsselstein in de Sint-Nicolaaskerk.